# Goxwiller
Goxwiller település Franciaországban, Bas-Rhin megyében. Lakosainak száma 835 fő (2022. január 1.). Goxwiller Bourgheim, Heiligenstein, Niedernai, Obernai és Valff községekkel határos.

## Népesség
A település népességének változása:
| Lakosok száma | 852  | 858  | 860  | 845  | 841  | 838  | 834  | 835  | 835  |
|               | 2013 | 2015 | 2016 | 2017 | 2018 | 2019 | 2020 | 2021 | 2022 |